# Exochaeta umbrata
Exochaeta umbrata är en tvåvingeart som beskrevs av Schmitz 1931. Exochaeta umbrata ingår i släktet Exochaeta och familjen puckelflugor. Inga underarter finns listade i Catalogue of Life.